# François Devries
François Devries, noto anche come François De Vries (Anversa, 21 agosto 1913 – 17 febbraio 1972), è stato un calciatore belga, di ruolo attaccante.

## Palmarès

### Club

#### Competizioni nazionali
- Campionato belga: 1

Anversa: 1930-1931